# جیمز کلمن
جیمز کلمن (به انگلیسی: James Kelman)؛ (زادهٔ ۹ ژوئن ۱۹۴۶) رمان‌نویس، داستان‌نویس، نمایشنامه‌نویس و مقاله‌نویس اسکاتلندی است.
رمان یک نارضایتی او در فهرست نهایی جایزه ادبی من بوکر قرار گرفت و در سال ۱۹۸۹ برای داستان‌نویسی برنده جایزه یادبود جیمز تایت بلک شد. کلمن در سال ۱۹۹۴ جایزه بوکر را برای چقدر دیر بود، چقدر دیر دریافت نمود. در سال ۱۹۹۸ به کلمن جایزه روح گلنفیدیچ اسکاتلند اهدا شد. رمان سال ۲۰۰۸ او کیرون اسمیت، پسر برنده هر دو جایزه ادبی اصلی اسکاتلند شد: کتاب سال انجمن سالتایر و  کتاب سال شورای هنر اسکاتلند.